# Mitimaes

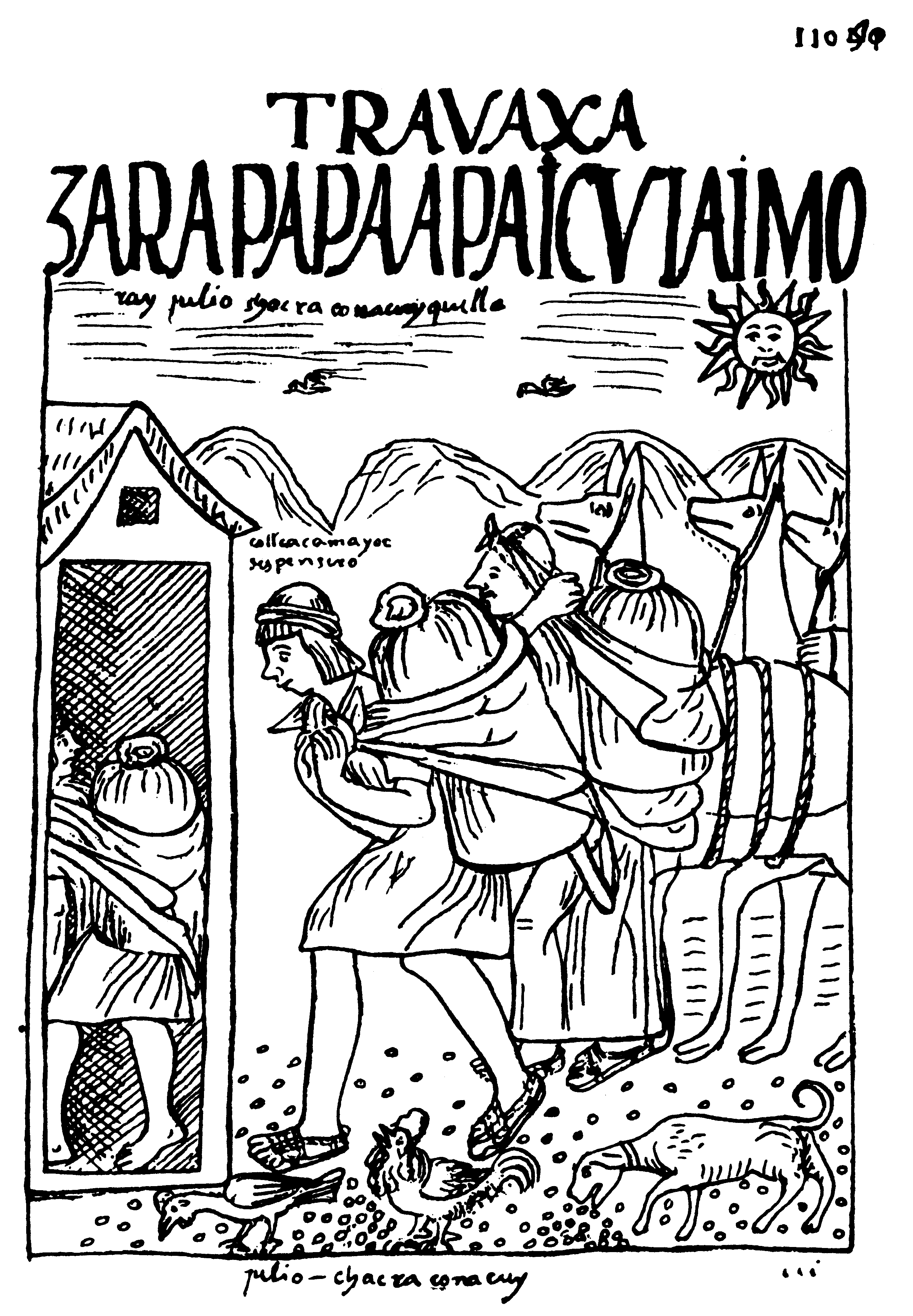
Os mitimaes na atividade agrícola, segundo um desenho de Guamán Poma

Os mitimaes eram um conjunto de famílias enviadas pelo Império Inca a locais específicos para cumprir funções para o Estado que incluíam o cultivo da terra, a defesa das fronteiras ou outras atividades. Os mitimaes faziam parte de uma política do Império Inca e podiam ser uma distinção ou uma punição para aqueles que eram escolhidos.